# 35 años: Gracias por cantar mis canciones
35 años: Gracias por cantar mis canciones fue una gira por celebración de trayectoria del cantante mexicano Alberto Aguilera Valádez Juan Gabriel, llevada a cabo durante el año 2006.
Festejando las más de tres décadas de actividad artística, la gira se caracterizó por una serie de conciertos en el Auditorio Nacional en la Ciudad de México, por presentaciones de larga duración y por ser la gira en la que el cantante rindió el mayor homenaje a la artista española Rocío Dúrcal, que es reconocida como la mejor intérprete de sus canciones y quien había fallecido un mes antes del inicio de la gira.

## Descripción General
En noviembre de 2005 Juan Gabriel se había presentado en Houston, Texas, lugar en donde sufrió una caída del escenario tan solo minutos empezado el concierto. Luego de que la presentación fuera cancelada, el cantautor canceló sus presentaciones por dos meses para recuperarse. El viernes 17 de febrero de 2006, Juan Gabriel comenzó su gira en la Arena Monterrey, en la ciudad del mismo nombre localizada en México. La asistencia general fue de casi 12 mil asistentes a una presentación de dos horas, cuarenta minutos. Así mismo se confirmó que los tres shows cancelados por la caída que sufrió, serían agendados una vez más para la nueva gira.
Todos los conciertos de la gira abrieron con un instrumental del tema Así Fue y cerraron con una versión extendida de El Noa-Noa. El equipo artístico del cantante fue conformado por casi 70 personas, entre bailarines, coristas, mariachis, coreógrafos, orquesta y sonidistas. La duración de los conciertos variaba de entre las dos horas, diez minutos; hasta las tres horas. Algunos de los arreglos de canciones que Juan Gabriel usaría el resto de su carrera fueron implementados en ésta gira. Así mismo durante la canción Abrázame muy fuerte se proyectó simultáneamente un video que recopilaba los abrazos que el cantante se dio con algunos de sus amigos del medio artístico. Esta idea se rescataría años después para la tercer presentación de Juan Gabriel en el Palacio de Bellas Artes en México. 
Uno de los temas más mencionados por los medios, fue el homenaje que el compositor realizó a la recién fallecida cantante María de los Ángeles de las Heras,La española fue su principal compañera de escenario. Durante la gira, le dedicó el tema Amor eterno acompañado de imágenes con la trayectoria de la intérprete. Durante las interpretaciones que hizo de la canción en el Auditorio Nacional, Juan Gabriel declararía: 

"Todo lo compartí con ella, mis canciones… todos son recuerdos. El veintiséis de marzo empezó la leyenda. Gracias por haber nacido y por haber amado a mi país. Una amiga como tú es para siempre". 

Durante su concierto en Las Vegas, en septiembre del mismo año, el cantante preparó un popurrí especial con algunos temas de su autoría que había popularizado Dúrcal. Fuera de los homenajes dentro de la gira, Juan Gabriel no hizo referencia al fallecimiento de la cantante en otros medios. 35 años: Gracias por cantar mis canciones se caracterizó también por presentar un número de guitarra encabezado por Guillermo Hernández, miembro de su equipo artístico. Dicho número sirvió como introducción para el tema Costumbres o para Si quieres. Antes de interpretarlas, el artista recordaba la frase Más vale morir de pie, que vivir de rodillas del revolucionario mexicano Emiliano Zapata.
Finalmente, otro de los aspectos auténticos del tour fueron las bromas que en varias ocasiones el cantante hizo respecto a las elecciones nacionales realizadas en México en 2006, pese a que ese año no emitió ninguna declaración oficial respecto a temas políticos.

## Lugares de presentación
La mayor parte de la gira fue celebrada en el Auditorio Nacional ubicado en la Ciudad de México. Juan Gabriel dio un total de 20 conciertos en el recinto con una presencia total de 187 933 asistentes. El primer concierto celebrado en el lugar se llevó a cabo el 26 de abril de 2006. En una presentación de tres horas, Juan Gabriel recordó su amplio catálogo de canciones que iban desde el regional, hasta las baladas y los boleros. Después del instrumental de Así Fue, el concierto abrió con el tema Ya lo pasado, pasado tema de la autoría de Valádez pero que hiciera famoso en la década de los 80 el cantante José José. El público cantó y coreó los números durante toda la noche. A mitad del segundo concierto, el artista interpretó el tema Otra vez me enamoré a dueto con el cantante Enrique Guzmán, con quien Juan Gabriel había trabajado como corista durante los años 60. Durante sus siguientes presentaciones en el auditorio, después del instrumental el cantautor abrió con el tema Fue un placer conocerte . La gira significó un éxito comercial y en México fue llevada por la promotora OCESA. Las fechas de los conciertos en el Auditorio fueron:
| Mes   | Días ininterrumpidos |
| Abril | 26 al 30.            |
| Mayo  | 2 al 7               |
| Mayo  | 10 al 14             |
| Mayo  | 22 al 24             |

En México también presentó conciertos en Monterrey, y en el Palenque de Querétaro. En septiembre, el cantante dio uno de sus conciertos más populares en la ciudad de Las Vegas, Nevada. La presentación duro dos horas con treinta minutos y entre sus espectadores tuvo al cantante de salsa Marc Anthony, a quien Juan Gabriel le cantó las mañanitas desde el escenario. La gira incluyó presentaciones también en Laredo, Texas, en el palenque de Tlaxcala y en Casino Pachanga, California. El autor cerró la gira en la ciudad de Nashville en Tennessee, el día sábado 2 de diciembre, con un concierto que inició a las 8:00 p. m. y duró dos horas y media.

## Lista de canciones
Durante el tour, Juan Gabriel presentó dos opciones de concierto, mismas que alternaba por show:
Versión de concierto (1)
1. Así Fue (entrada instrumental)
2. Ya lo pasado, pasado
3. El día de los novios
4. Cuando decidas volver
5. Corazón sediento
6. Que sea mi condena
7. Que ya te vas
8. No tengo dinero
9. Me he quedado sólo
10. No lastimes más (fuera del homenaje a Rocío Dúrcal)
11. Adiós amor, te vas
12. La más querida
13. De mi enamorate
14. Buenos días, señor sol
15. Querida
16. Mi fracaso
17. Juro que nunca volveré
18. No discutamos
19. De sed murió la flor
20. Me quedo aquí abajo
21. Yo creo que es tiempo
22. El principio
23. Se me olvidó otra vez
24. Abrázame muy fuerte
25. Amor eterno
26. Siempre en mi mente
27. Amor de un rato
28. ¿Porqué me haces llorar?
29. Inocente pobre amigo
30. No vale la pena
31. Caray
32. Esta noche voy a verla
33. Me gustas mucho
34. Número en solitario de guitarras
35. Costumbres
36. Debo hacerlo
37. Te lo pido por favor
38. Hasta que te conocí
39. Así fue
40. El Noa-Noa

Versión de concierto (2)
1. Así Fue (entrada instrumental)
2. Fue un placer conocerte
3. El día de los novios
4. Cuando decidas volver
5. Corazón sediento
6. Que sea mi condena
7. Insensible
8. Querida
9. Mi fracaso
10. No discutamos
11. Mía un año
12. Mañana, mañana
13. Ya no te sientas sola y triste
14. El palo
15. Lágrimas y lluvia
16. Luna
17. El principio
18. Te voy a olvidar
19. La farsante
20. Ahora que te vas
21. Yo creo que es tiempo
22. Amándote
23. Otra vez me enamoré
24. Yo no nací para amar
25. Abrázame muy fuerte
26. Amor eterno
27. Siempre en mi mente
28. ¿Porqué me haces llorar?
29. Amor de un rato
30. No vale la pena
31. Caray
32. Esta noche voy a verla
33. Me gustas mucho
34. Número en solitario de guitarras
35. Si quieres
36. Debo hacerlo
37. Te lo pido por favor
38. Hasta que te conocí
39. Así fue
40. El Noa-Noa

Interpretaciones especiales
1. Bésame (sólo en el Auditorio Nacional)[17]
2. He venido a pedirte perdón (sólo en Querétaro y Laredo)
3. La ley del monte (sólo en el Auditorio Nacional)
4. Sufriendo a solas (sólo en el Auditorio Nacional)
5. Siempre estoy pensando en ti (sólo en Tlaxcala)[18]
6. Ven a mi (sólo en Tlaxcala)
7. ¿Dónde estas vida mía? (sólo en Monterrey)[4]

Homenaje a Rocío Dúrcal
Después de interpretar Amor Eterno, presentó un popurrí con fragmentos de las siguientes canciones:
1. Tarde (en Las Vegas, Laredo, Tlaxcala y el Auditorio)
2. Fue tan poco tu cariño (en Las Vegas y el Auditorio)
3. Tenías que ser tan cruel (Las Vegas, Laredo y el Auditorio)
4. Quédate conmigo esta noche (en Querétaro y Las Vegas)
5. No lastimes más (en Las Vegas, Querétaro y Laredo)
6. Diferentes (en Querétaro y Tlaxcala)
7. Jamás me cansaré de ti (sólo en Tlaxcala)[19]

## Invitados
Los conciertos del tour se caracterizaron también por la cantidad de artistas a los que el artista invitó para que lo acompañasen en el escenario o únicamente para ser espectadores. Algunas de estas personalidades fueron:
- Enrique Guzmán
- Angélica María
- Olga Tañon
- Julieta Venegas
- Raúl di Blasio
- Marc Anthony
- María Conchita Alonso
- Natalia Jiménez (La Quinta Estación)[20]
- Elefante
- Fey
- Amanda Miguel
- Ednita Nazario
- Rocío Banquells
- José Ángel Espinoza "Ferrusquilla"
- Dulce
- Pandora
- Lucero

Entre las personalidades del medio (no cantantes) acudieron como público las primeras actrices Angélica Aragón, Silvia Pinal e Isela Vega, además del comunicador Víctor Trujillo.

## Reconocimientos

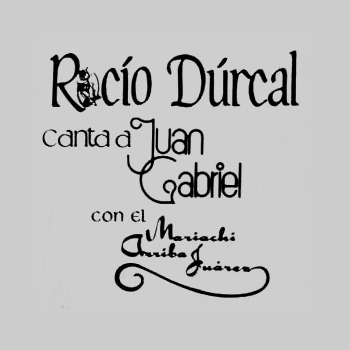
Carátula de Canta a Juan Gabriel Volumen 6, álbum que popularizó la dupla de Juan Gabriel (compositor)-Rocío Dúrcal (intérprete)

Con motivo de celebración por sus 35 años de trayectoria artística, Juan Gabriel recibió distintos reconocimientos, mismos que le fueron concedidos en los conciertos en vivo en el Auditorio Nacional. El 5 de mayo, el Honorable Cuerpo Consular de Latinoamérica y el Caribe le entregó una condecoración por ser “uno de los artistas más ilustres del mundo hispano”. De acuerdo con el escritor Carlos Monsiváis, durante siete lustros Juan Gabriel ha propiciado con sus canciones “el vínculo entre los pueblos”. Por su parte la Coordinación Ejecutiva del Auditorio Nacional en México le otorgó otro reconocimiento por ser artista récord en presentarse en el recinto, bajo el argumento de que de 1992 al 2006, más de un millón de personas habían acudido a sus presentaciones.
El 23 de mayo en un concierto lleno, recibió el Laurel de Oro y la Excelencia Universal, otorgado por el Patronato del Laurel de Oro, en nombre del rey Juan Carlos de España. La distinción le fue entregada en virtud de su carrera musical.